# ヨーロッパ音楽紀行
『ヨーロッパ音楽紀行』（ヨーロッパおんがくきこう）は、NHK衛星第2テレビジョン（極まれにNHK衛星第1テレビジョン）のクラシック音楽番組である。『名曲アルバム』のディレクターであった田村正明が監修した。

## 概要
この番組は、ヨーロッパ各地の景勝地をクラシック音楽をバックにして放映する番組で、フィラー（クッション番組）の意味合いが強い。『ヨーロッパ音楽紀行』というタイトルであるが、放映時に『ドイツ音楽紀行』のように国名が付される場合もある。番組の取材の多くは、田村とカメラマンの2人で行われた。
1989年のNHK衛星放送の本放送に伴い放送開始?。200?年の放送を最後に現在に至るまで放送されていない。放送時間は10分だが、ごくまれに10分以下で終わる回もあった。連続して（10分+10分）の放送もあった。
これに似た番組で、タイトルは違うものの『クラシック・プロムナード』（放送時間15分）もあり、こちらは2007年5月27日現在も放送されている。
日本の演奏家を起用した『名曲アルバム』とは異なり、ほとんどの回に日本以外の演奏家を起用した。作曲者の縁の地や曲にまつわるエピソード、歴史的建造物の紹介を最小限のテロップで説明している。観光地で有名な地域より、むしろあまり知られていない地域を取り上げることが多く、短時間（10分もしくはそれ以内）で収まる美しい（小）曲と相まって、それぞれの放送がいぶし銀の味わいを持つ番組に仕上がっている。晴れている日での撮影が多いが、敢えて「エレン・ドナン城／スコットランド幻想曲」の回のように、曲想に合った薄暗い曇空での撮影も見られた。
音声は、デジタル方式でBモード（サンプリング周波数48kHz）ステレオ。オーディオグラフィックでは、「この番組の音声はBモードステレオで放送しています」旨のテロップが番組の最初に表示されたが、『ヨーロッパ音楽紀行』や『クラシック・プロムナード』では基本的に表示されない。
新聞の番組欄には「紀行」、「音楽紀行」、「欧州音楽紀行」、「音楽」のいずれかで記載されていた。英字新聞での表記方法は「Classical Music Travelogue」。

## 番組の流れ
1. タイトルと共に音楽が始まり番組が始まる。

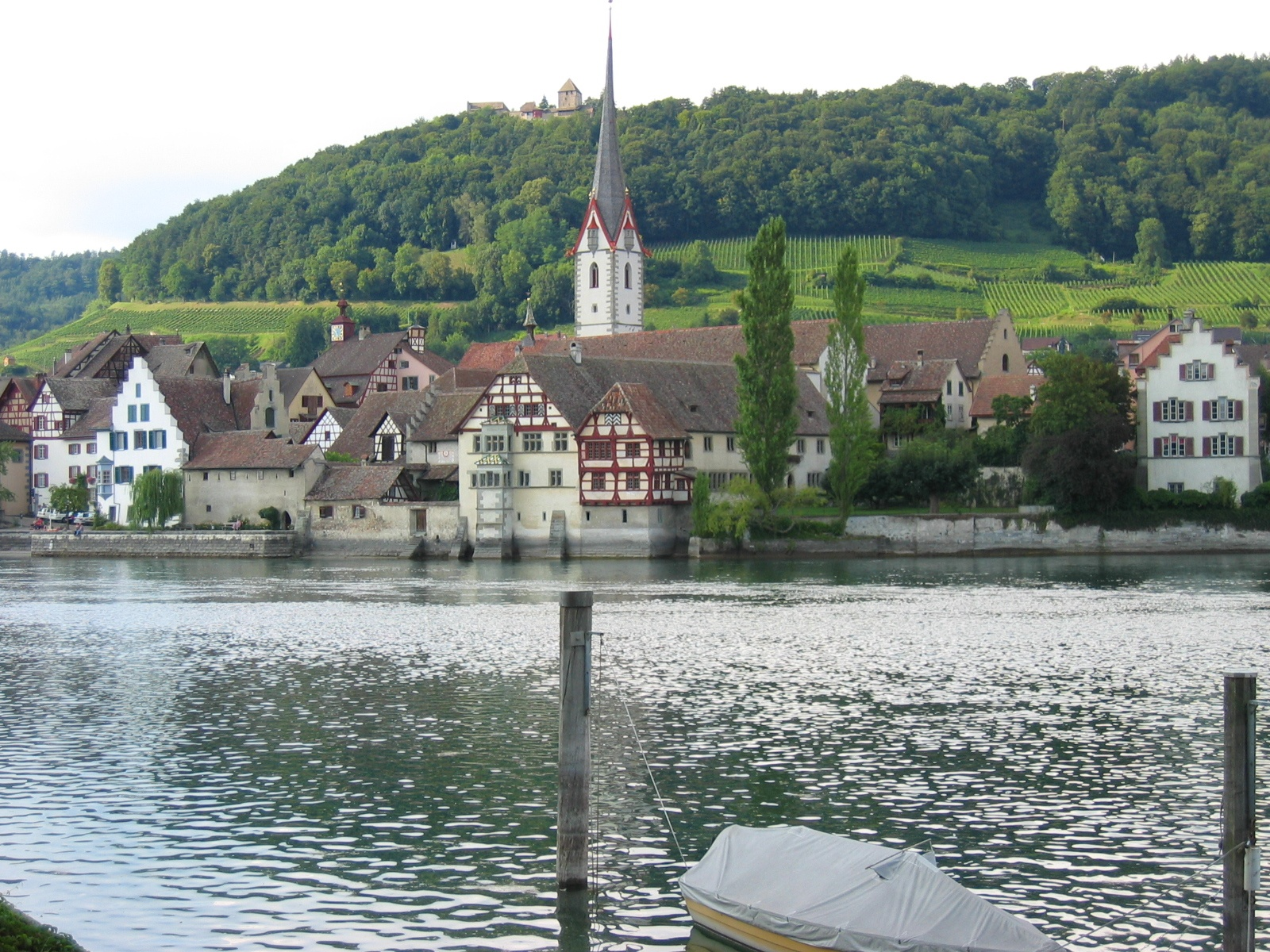
過去に放送された景勝地、シュタイン・アム・ライン（スイス）

  - タイトルと地名（別々に表示される回もある）と場所を示す簡単な地図の表示。
  - 曲名・作曲者の表示。
  - 演奏者の表示。
2. 街や風景の映像（テロップでその街の主な建造物や歴史を紹介）。
  - 市庁舎など街のメインとなるもの。
  - 歴史的な建造物、銅像、名所、人々、美しい自然などを固定カメラにて紹介。
3. 再びタイトルの表示で音楽は終了。番組は終わる。
  - タイトル[1]の表示。

## 放送された主な景勝地と曲目
- 概ね放送日時順。
- 地名、曲名及び作曲者名はテレビで放映された表示を一部そのまま用いている。

| 地名                                          | 国名                 | 曲名                                                | 作曲者               |
| --------------------------------------------- | -------------------- | --------------------------------------------------- | -------------------- |
| バート・ヴィンプフェン                        | ドイツ               | クラリネット小協奏曲 ハ短調 Op.26 J.109             | ウェーバー           |
| アイヒシュテット（en:Eichstätt）              | オーストリア         | ヴァイオリンとヴィオラのための協奏交響曲から第2楽章 | モーツァルト         |
| ラーン渓谷（en:Lahntal）                      | ドイツ               | 弦楽四重奏曲第1番から第2楽章                        | ベートーヴェン       |
| オーベルンブルク（en:Obernburg）              | ドイツ               | ピアノ協奏曲第3番から第2楽章                        | ベートーヴェン       |
| グムンデン（en:Gmunden）                      | オーストリア         | ピアノ協奏曲第18番から第2楽章                       | モーツァルト         |
| ターボル                                      | チェコ               | 交響曲第8番から第1楽章                              | ドヴォルザーク       |
| バード・イシュル（en:Bad Ischl）              | オーストリア         | オペレッタ「メリー・ウィドウ」メドレー              | フランツ・レハール   |
| エクス＝アン＝プロヴァンス                    | フランス             | プロヴァンス組曲から                                | ミヨー               |
| ドナウ川                                      | オーストリア         | 美しく青きドナウ                                    | ヨハン・シュトラウス |
| アイゼンシュタット                            | オーストリア         | 弦楽四重奏曲第67番「ひばり」                        | ハイドン             |
| ハルシュタット                                | オーストリア         | 即興曲集 D899, Op.90                                | シューベルト         |
| シュタイアー（en:Steyr）                      | オーストリア         | ピアノ五重奏曲「ます」                              | シューベルト         |
| マールブルク                                  | ドイツ               | 組曲第2番                                           | バッハ               |
| ロンドン                                      | イギリス             | 水上の音楽からアレグロ 他                           | ヘンデル             |
| グラーツ                                      | オーストリア         | ピアノ協奏曲第2番から第4楽章                        | ブラームス           |
| グラナダ                                      | スペイン             | アストゥリアス他                                    | アルベニス           |
| アルザス地方                                  | フランス             | 亡き王女のためのパヴァーヌ                          | ラヴェル             |
| ワルシャワ                                    | ポーランド           | ピアノ協奏曲第1番から第2楽章                        | ショパン             |
| バイエルン                                    | ドイツ               | 歌劇「ローエングリン」前奏曲                        | ワーグナー           |
| シュタイン・アム・ライン（en:Stein am Rhein） | スイス               | 交響曲第3番「ライン」から第1楽章                    | シューマン           |
| アヴィニョン                                  | フランス             | タイスの瞑想曲                                      | マスネ               |
| アーソロ（en:Asolo）                          | イタリア             | フルート協奏曲 ホ短調                               | メルカダンテ         |
| ボローニャ                                    | イタリア             | 組曲「鳥」から                                      | レスピーギ           |
| ブリュッセル                                  | ベルギー             | 序奏とロンド・カプリチオーソ                        | サン＝サーンス       |
| ウィーン                                      | オーストリア         | 劇付随音楽「ロザムンデ」序曲                        | シューベルト         |
| パルマ                                        | イタリア             | パガニーニによる超絶技巧練習曲から                  | リスト               |
| ザルツカンマーグート                          | オーストリア         | フルートとハープのための協奏曲から第2楽章           | モーツァルト         |
| エッパン                                      | イタリア             | フルート協奏曲「ごしきひわ」                        | ヴィヴァルディ       |
| リンツ                                        | オーストリア         | 交響曲第36番「リンツ」から第4楽章                   | モーツァルト         |
| リンツ                                        | オーストリア         | ピアノ協奏曲第12番 から第1楽章                      | モーツァルト         |
| グラナダ                                      | スペイン             | グラナダ                                            | アルベニス           |
| アランフェス                                  | スペイン             | アランフエスの協奏曲から第2楽章                     | ロドリーゴ           |
| ホラショヴィツェ                              | チェコ               | 交響曲第5番から第4楽章                              | マーラー             |
| クレモナ                                      | イタリア             | ロマンス                                            | ベートーヴェン       |
| タンガーミュンテ                              | ドイツ               | 交響曲第3番から第3楽章                              | ブラームス           |
| ベルヒング（en:Berching）                     | ドイツ               | 精霊たちの踊り                                      | グルック             |
| パリ                                          | フランス             | 「天国と地獄」序曲                                  | オッフェンバック     |
| ヴィチェンツァ                                | イタリア             | 第12番ニ短調「ラ・フォリア」                        | コレッリ             |
| ロンドン                                      | イギリス             | 交響曲第104番「ロンドン」                           | ハイドン             |
| アルル                                        | フランス             | 「アルルの女」第2組曲                               | ビゼー               |
| エディンバラ                                  | スコットランド       | 交響曲「スコットランド」                            | メンデルスゾーン     |
| エレン・ドナン城（en:Eilean Donan）           | スコットランド       | スコットランド幻想曲                                | ブルッフ             |
| ルクセンブルク                                | ルクセンブルク大公国 | ヴァイオリン協奏曲第1番 から第3楽章                 | ブルッフ             |
| アッシジ                                      | イタリア             | 合奏協奏曲 作品番号6の6                             | コレッリ             |
| ホークスヘッド（en:Hawkshead）                | イギリス             | カントリー・ガーデンズ                              | グレインジャー       |
| ラ岬（fr:Pointe de Raz）                      | フランス             | ピアノ協奏曲第2番                                   | サン＝サーンス       |
| マーストリヒト                                | オランダ             | 「ロザムンデ」からバレエ音楽 第2幕                  | シューベルト         |
| シュヴェ・ビッシュ・ハル（de:Schwäbish Hall） | ドイツ               | ロマンス（クラリネット協奏曲第2番 作品74-2）他      | ウェーバー           |
| ジェラソヴァ・ボーラ（en:Żelazowa Wola）      | ポーランド           | 幻想即興曲                                          | ショパン             |
| ノリッジ                                      | イギリス             | コヴェント・ガーデン                                | コーツ               |
| レムゴ（en:Lemgo）                            | ドイツ               | こどもの情景から                                    | シューマン           |
| ユーバーリンゲン（en:Überlingen）             | ドイツ               | 即興曲 作品90 第4曲                                 | シューベルト         |
| ペニスコラ（en:peniscola）                    | スペイン             | ハバネラ                                            | サン＝サーンス       |

## 関連図書
- 音楽之友社『ヨーロッパ音楽紀行(失われしもののうた)』田村正明著（2002年8月発行、ISBN 9784276210486）

## 関連番組
- オーディオグラフィック
- 世界音楽紀行 - 放送時間45分間